# Titularerzbistum Nicaea Parva
Nicaea Parva (ital.: Nicea Minore) ist ein Titularerzbistum der römisch-katholischen Kirche. Es geht zurück auf ein früheres Erzbistum der antiken Stadt Nikaia in Thrakien im östlichen Teil der heutigen Oberthrakischen Tiefebene.
| Titularerzbischöfe von Nicaea Parva |                 | |                 |                  |
| Nr.                                 | Name            | Amt | von             | bis              |
| 1                                   | Paolino Limongi | 15. August 1963 – 9. Juli 1969 Apostolischer Nuntius in Costa Rica, 9. Juli 1969-März 1971 Apostolischer Pro-Nuntius im Iran | 15. August 1963 | 5. Dezember 1996 |